# Carrer d'en Fortó (Tortosa)
El carrer d'en Fortó és un carrer del barri de Remolins a Tortosa (Baix Ebre), inclòs a l'Inventari del Patrimoni Arquitectònic de Catalunya.

## Descripció
Comunica amb el carrer Major de Remolins i amb el carrer de Jerusalem, a més amb el paral·lel de l'Esplanada a través del carreró d'en Fortó.
És un carrer d'uns 55 metres de longitud i de 2,5 metres d'ample. L'habitatge núm. 9 és modern, però els altres conserven una estructura i una distribució possiblement de la darreria del segle xix o començament del XX, simplement amb les façanes arrebossades modernament en alguns casos. L'alçada dels habitatges oscil·la entre el compost per planta i pis i el que té planta, dos pisos i golfes.

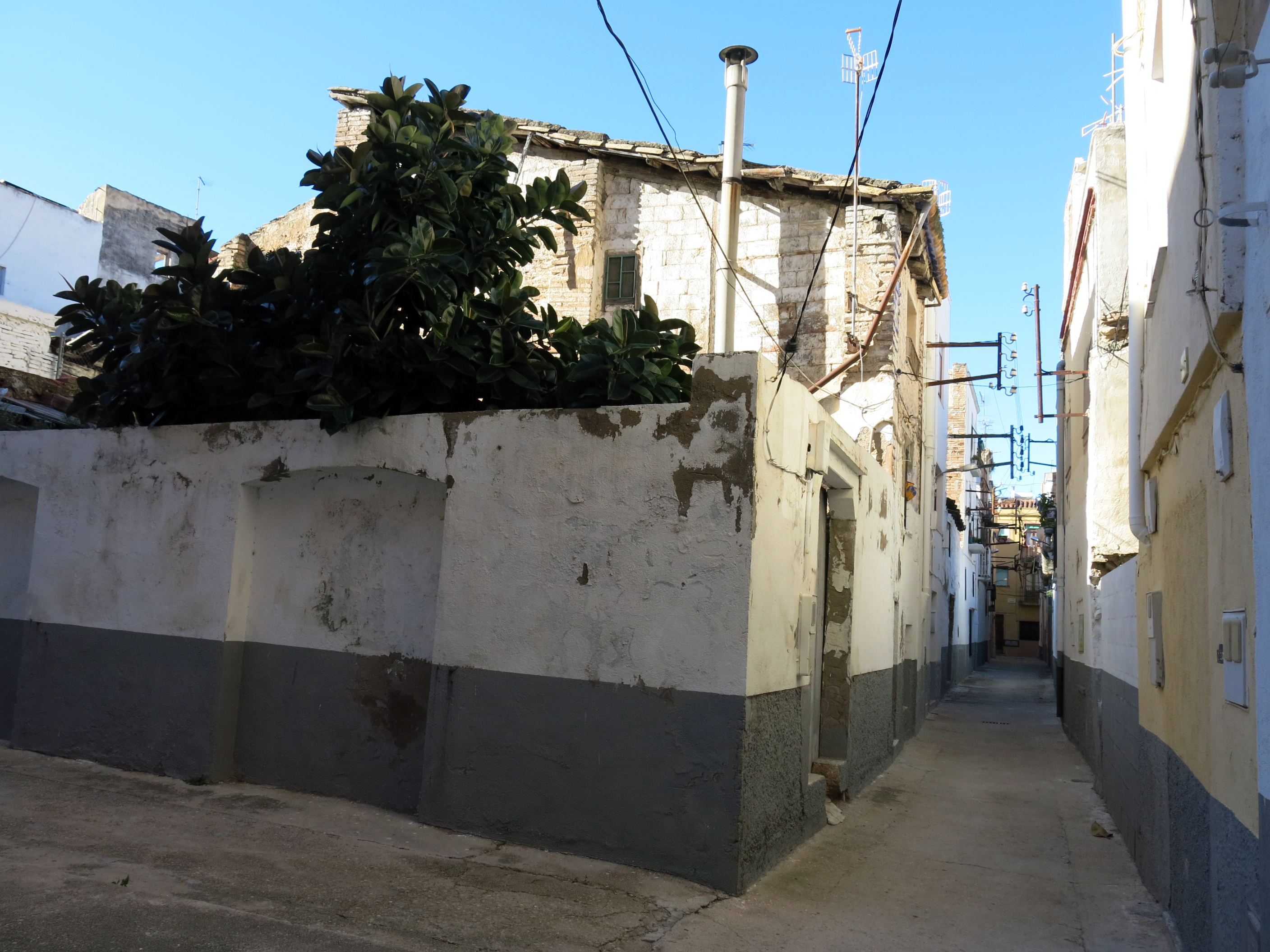
El carrer d'en Fortó, a l'angle amb el carreró homònim; al fons a l'esquerra, mur de separació de la casa núm. 24

En destaquen les cases núm. 24 i núm. 12. La núm. 24 és de planta i dos pisos, poc modificada. La façana encara resta emblanquinada. Mostra a l'est el mur de separació, fet amb maons de cantell reforçats a cada tram per pilastres de maó pla. Presenta teulada amb estructura de fusta i obertures petites allindades amb cert esplandit.
La núm. 12 té planta i un pis. La façana és arrebossada simulant carreus, i sota el voladís hi ha una línia de manises de dibuix geomètric, d'influència modernista.
Alguns habitatges tenen balcons de ferro amb base de manises vidriades decorades. D'altres tenen només finestres.

## Història
El carrer és dins del barri de Remolins, l'antic sector reservat als jueus. Encara que els habitatges estaven construïts com a molt antic al segle xix, havent desaparegut les construccions originals, manté el traçat medieval del segle xii.